# .mq
A .mq Martinique internetes legfelső szintű tartomány kódja, melyet 1997-ben hoztak létre.
Régebben a SYSTEL menedzselte, de mióta a Mediaserver megvette, nem foglalkozik senki ezzel a területtel.

## Külső lapok
- IANA .mq kikicsoda Archiválva 2008. július 25-i dátummal a Wayback Machine-ben
- Mediaserv websiteja